# Mandelfisch

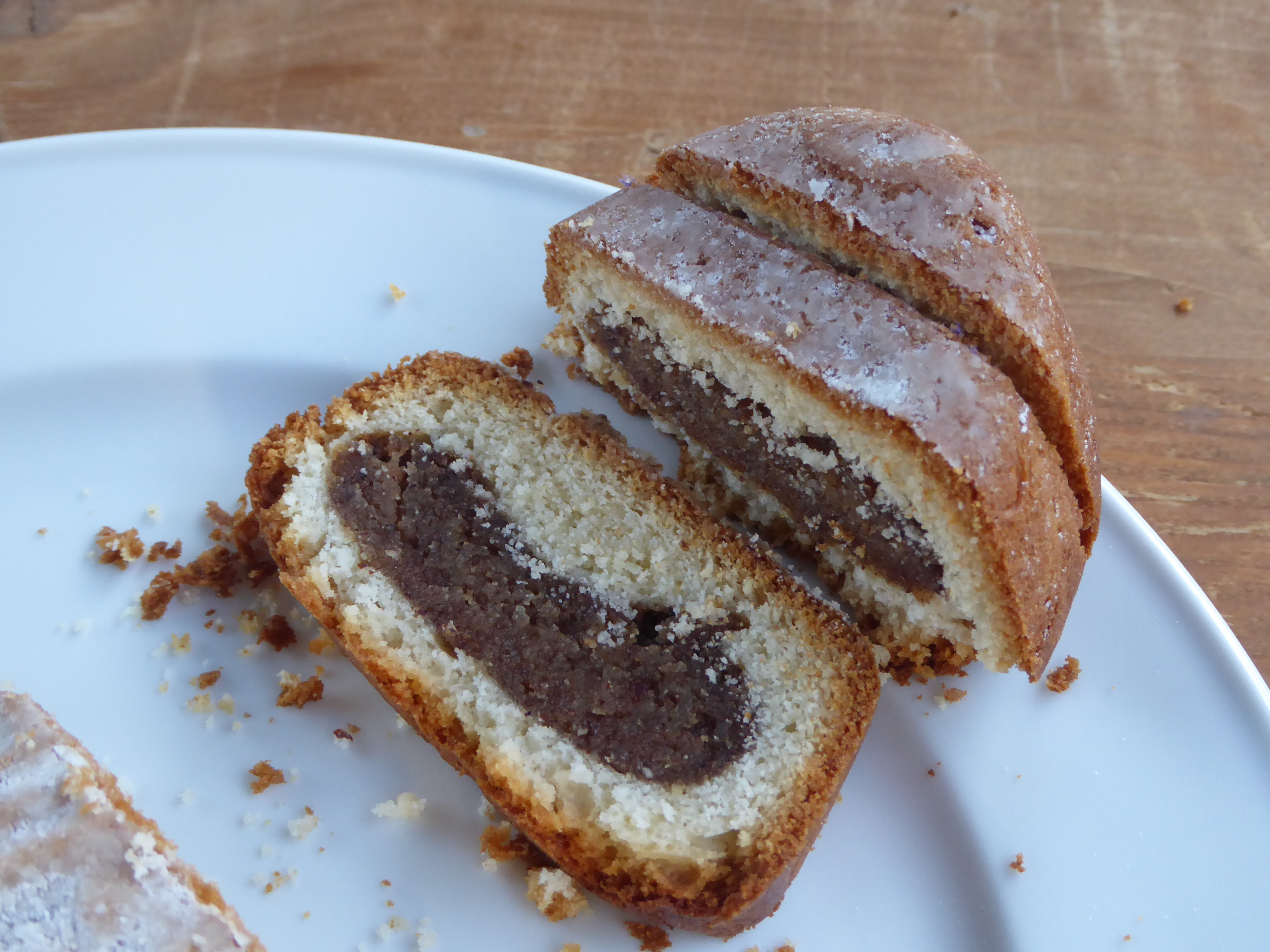
Aufgeschnittener Mandelfisch

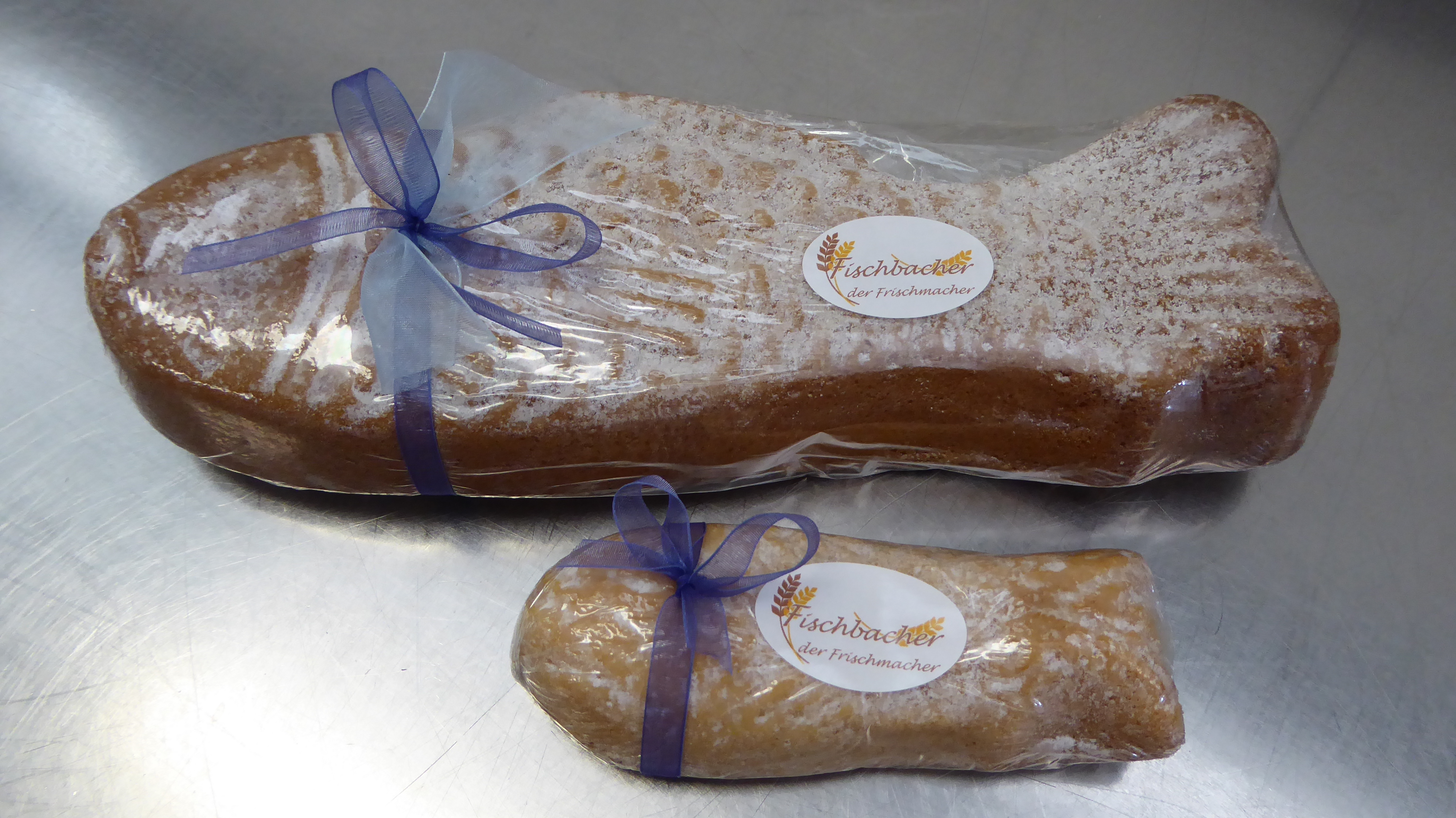
Mandelfische in zwei verschiedenen Grössen

Der Mandelfisch ist ein fischförmiges Gebäck aus einem hellen Mürbeteig mit einer Füllung aus Mandeln, Baumnüssen und Zucker. Der Mandelfisch wird in der Ostschweiz in Bäckereien und Konditoreien des Toggenburgs und des Appenzellerlands sowie in Wil hergestellt. Im Toggenburg ist der Mandelfisch das beliebteste Feingebäck.

## Beschreibung
Der Mandelfisch ist ein Gebäck aus hellem Mürbteig in der Form eines Fisches. Er enthält eine süsse Füllung aus Nüssen und Zucker und ist in diversen Grössen erhältlich. Der kleinste Mandelfisch wiegt 50 Gramm. Der Teig besteht aus Mehl, Zucker, Butter, Milch, Ei und je nach Rezept aus Triebsalz oder Backpulver. Die Füllung wird aus Zucker, gemahlenen Mandeln oder aus Baum- oder Haselnüssen, aus Zitronensaft, Zitronenzesten, Zimt, Ei und Milch hergestellt.

## Geschichte

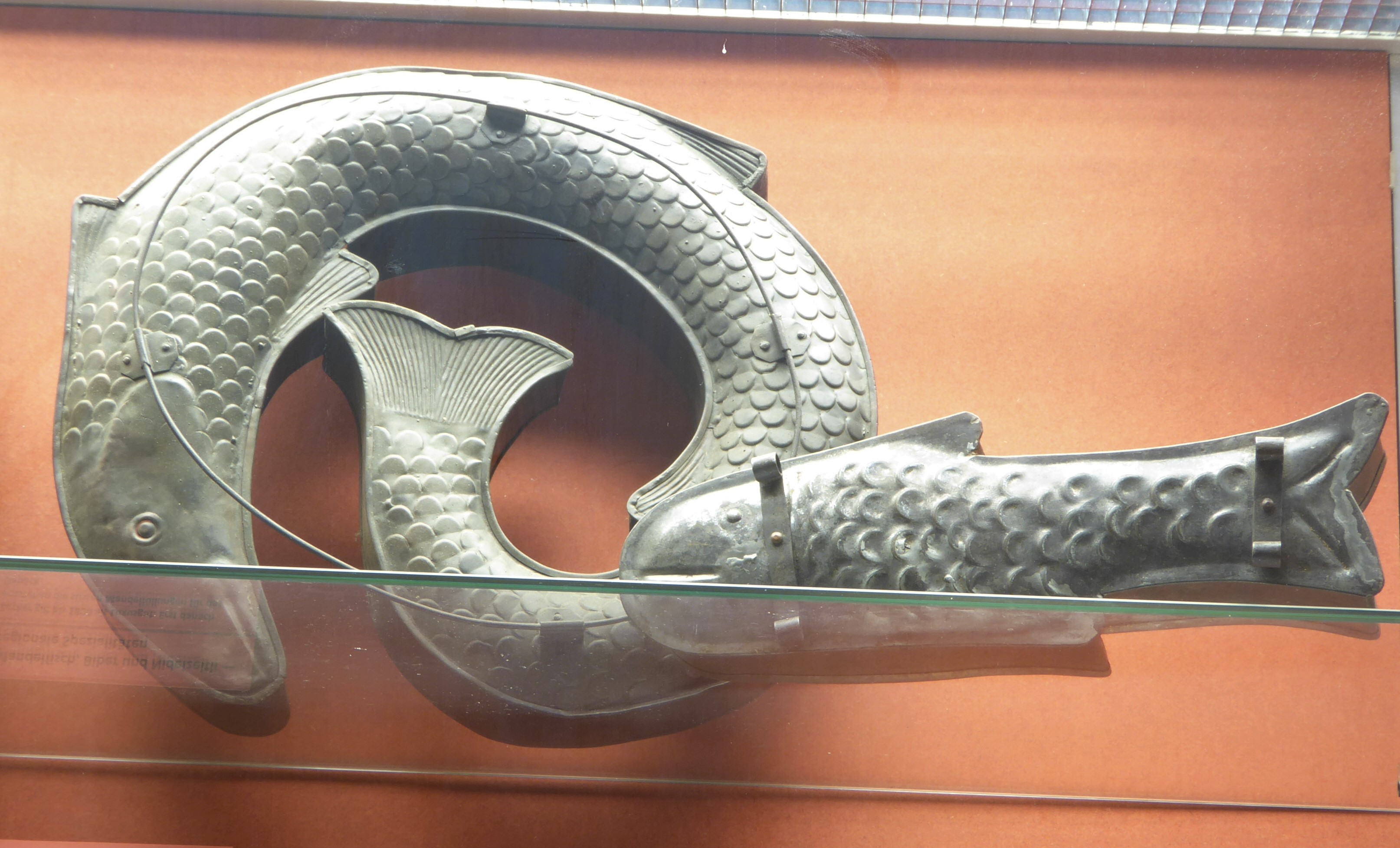
Mandelfisch-Formen im Toggenburger Museum Lichtensteig

Die älteste schriftliche Erwähnung eines Ostschweizer Mandelfischs ist im Schweizerischen Idiotikon aus dem Jahr 1881 zu finden, wo er als hochzeitliches Gebäck in St. Gallen beschrieben wird. Gebäcke in Fischform sind jedoch keine Seltenheit. In Schwyz, Zug und Zofingen war der Mandelfisch zur gleichen Zeit als Weihnachtsgebäck bekannt. Wie er in die Ostschweiz kam und seine heutige Bedeutung erlangte, ist unklar.